# Mario Lorca
Sergio Mario Lorca Castro (* 25. Dezember 1929 in Santiago; † 8. Januar 1962 in San Bernardo) war ein chilenischer Fußballspieler. Der Stürmer absolvierte acht Länderspiele für die chilenische Nationalmannschaft und wurde auf Vereinsebene 1951 chilenischer Meister. 

## Karriere

### Verein
Mario Lorca begann in den Straßen des Stadtviertels San Eugenio der Hauptstadt Santiago mit dem Fußballspielen. Später trat der Angreifer in den Verein Walter Müller ein, 1942 wechselte er in die Jugend von CD Ferroviarios. Mit diesem Klub trat er zu einem Freundschaftsspiel gegen den CSD Colo-Colo an und erzielte beim 1:1-Unentschieden den einzigen Treffer seines Klubs. Sowohl Colo-Colo als auch Unión Española interessierten sich für die Dienste von Lorca. Er entschied sich schließlich für Unión Española, den Klub spanischer Einwanderer, wurde aber 1948 für ein Jahr an Colo-Colo ausgeliehen. 
Seine erfolgreichste Zeit sollte aber noch im Trikot von Unión Española kommen. Nach seiner Rückkehr 1949 wurde Lorca mit 20 Toren Ligatorschützenkönig, Nationalspieler und gewann mit den Hispanos die Meisterschaft 1951. 1953 wechselte er zum Ferrobádminton, einer Fusion seines Jugendklubs Ferroviarios und dem Badminton FC. Dort beendete Lorca 1954 seine Karriere. Er starb im frühen Alter von 32 Jahren an einer Lungenentzündung.

### Nationalmannschaft
Mario Lorca debütierte im Februar 1950 beim Freundschaftsspiel gegen Bolivien für die Nationalmannschaft Chiles. Der Offensivakteur nahm an der Panamerikameisterschaft 1952 teil, bei er drei Partien absolvierte und sein Team auf dem zweiten Platz hinter Brasilien landete. Bei der 2:4-Niederlage in der Copa del Pacífico gegen Peru bestritt Lorca im September 1954 sein achtes und letztes Länderspiel.

## Erfolge
Unión Española
- Chilenischer Meister: 1951

## Auszeichnungen
- Torschützenkönig der Primera División: 1949